# Marcus Pœtelius Libo
Marcus Pœtelius Libo (v.350 / v.300 av. J.-C.) est un homme politique romain du IVe siècle av. J.-C.
Il est consul de Rome en 314 av. J.-C. et maître de cavalerie en 313 av. J.-C.
Il recentra autour de la colonie latine de Luceria les actions militaires, mais ne réussit pas à empêcher le massacre d'une population d'Ausones par ses troupes.
Il fut vainqueur en 313 av. J.-C. des Samnites devant Maleventum (Bénévent).